# Alexandre Aposan
Alexandre Aposan, nome artístico de Alexandre Apolinário dos Santos (São Paulo, 18 de julho de 1981) é um baterista, produtor musical e compositor brasileiro. Já trabalhou com diversos artistas brasileiros e estrangeiros, em sua maioria cantores de música cristã contemporânea brasileira. 
Especialmente na música evangélica, teve participações em trabalhos de cantores como Paulo César Baruk, Thalles Roberto, Ton Carfi, dentre outros. Também foi, de 2011 a 2014, integrante da banda de rock cristão Oficina G3, sendo inicialmente músico contratado do grupo a partir de 2006. 
Em sua bagagem, traz experiência de tocar também para outros gêneros como a dupla sertaneja João Mineiro & Marciano, o cantor americano Billy Paul (Música Soul), e os pagodeiros do grupo Os Travessos, entre outros.

## Biografia

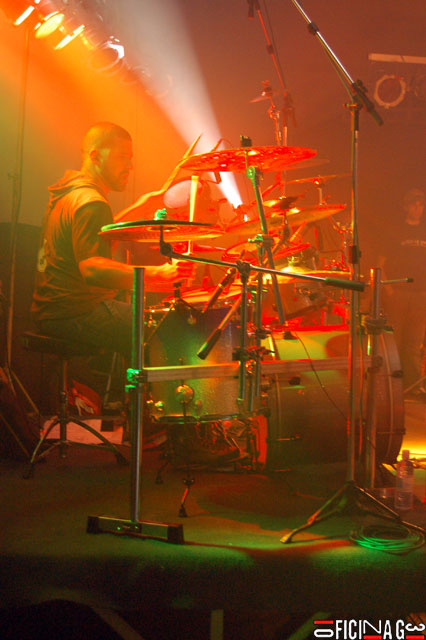
Aposan durante a turnê do álbum Elektracustika, do Oficina G3, em 2007.

Alexandre começou a tocar bateria aos quatro anos de idade, e aos 14 anos, além de tocar na igreja, montou sua própria escola de música. Aos 18 anos conheceu o cantor Paulo César Baruk, que além de convidá-lo a fazer parte da Banda Salluz, também o apresentou a vários cantores. A partir daí Aposan começou a trabalhar com diferentes estilos musicais e diversos artistas como David Fantazzini (pop), Jeanne Mascarenhas (pop), Pregador Luo (hip hop), Apocalipse 16 (hip-hop), João Mineiro & Marciano (sertanejo), Billy Paul (disco), Banda Black Rio (pop, música negra), Os Travessos (pagode), Alvim Slaugther (worship), Thalles Roberto (pop Rock, groove, black), entre outros.
Em 2006 Alexandre foi contratado pela banda Oficina G3, a qual lhe proporcionou a oportunidade de se aprofundar mais ainda em relação à música, assim como a experiência em participar de turnês nacionais e internacionais, indicações a troféus (CD Elektracustika) e a premiação do Grammy Latino com o álbum Depois da Guerra.
Em 2009 lançou seu primeiro disco solo, Ao Som dos Tambores.
Em 16 de agosto de 2011 foi declarado baterista oficial da banda Oficina G3. No mesmo ano, fez uma participação no DVD Uma História Escrita pelo Dedo de Deus, do cantor Thalles Roberto.
Em 2012 lançou seu  primeiro DVD, intitulado Entre Irmãos Ao Vivo, o qual contou com a participação de Ministério Sinai, Paulo César Baruk, Templo Soul, Oficina G3, Coral Resgate, Ton Carfi, Thalles Roberto, Ravell Santos Luciano Claw, FullRange e Ágape.
Como integrante do Oficina G3, gravou o álbum Histórias e Bicicletas, do qual teve sua participação como compositor em três canções — "Água Viva", "Não Ser" e "Sou Eu". Com o álbum, fez sua última turnê com o grupo. No dia 8 de julho de 2014, Aposan anunciou sua saída da banda para a realização de novos projetos que iriam contra algumas questões contratuais da gravadora da banda, as quais impediriam seus trabalhos paralelos com o grupo, preferindo assim se desligar.
Em 2015 lançou seu segundo DVD, intitulado Entre Novos Tambores, show ao vivo realizado no Teatro Gazeta em São Paulo no ano de 2014, gravado na abertura do workshop do baterista norte-americano Chris Coleman.
Em 2024, se reuniu com a banda Oficina G3 para a DDG Reloaded Tour, que visou comemorar os álbuns Depois da Guerra (2008) e Histórias e Bicicletas (2013), bem como singles lançados entre 2016 a 2020, após a saída de Aposan.

## Vida pessoal
Alexandre tem dois filhos, Samuel e Sarah, frutos de seu casamento com Aline Fernandes.

## Discografia
Como músico convidado
- 2004: Eu Me Rendo - Chagas Sobrinho
- 2006: Jóia Rara - Mara Maravilha
- 2006: Ao Vivo - Apocalipse 16
- 2006: Tempo de Restituição - David Fantazzini
- 2009: A Minha Vitória Tem Sabor de Mel - Damares
- 2009: Na Sala do Pai - Thalles Roberto
- 2009: Piano e Voz... Amigos e Pertences - Paulo César Baruk
- 2011: Uma História Escrita pelo Dedo de Deus - Thalles Roberto
- 2013: Graça - Aline Barros
- 2014: ID3 - Thalles Roberto

Com a banda Oficina G3
- 2007: Elektracustika
- 2008: Depois da Guerra
- 2009: Som Gospel
- 2009: D.D.G. Experience
- 2013: Histórias e Bicicletas (Reflexões, Encontros e Esperança)
- 2014: Gospel Collection
- 2015: Histórias e Bicicletas - O Filme

Trabalhos solo
- 2009: Ao Som dos Tambores
- 2012: Entre Irmãos Ao Vivo
- 2013: Ao Vivo
- 2015: Entre Novos Tambores
- 2018: Entre Irmãos 2